# Mikówka
Mikówka – wieś w Polsce, położona w województwie mazowieckim, w powiecie białobrzeskim, w gminie Białobrzegi.
W latach 1975–1998 miejscowość administracyjnie należała do województwa radomskiego.
Wieś jest sołectwem w gminie Białobrzegi. Według Narodowego Spisu Powszechnego z roku 2011 wieś liczyła 108 mieszkańców i była ósmą co do liczby ludności miejscowością gminy.
Wierni Kościoła rzymskokatolickiego należą do parafii Świętej Trójcy w Białobrzegach.